# 선유락 (영화)
"선유락"은 1994년에 개봉한 대한민국의 영화이다.

## 캐스팅
- 윤동환 : 민경모 역
- 이일재 : 장우규 역
- 오혜연 : 오혜연 역
- 최지영 : 남경옥 역
- 김연 : 당골 역
- 남영진 : 엄정배 역
- 상일환 : 김 실장 역
- 김윤형 : 박민상 역
- 장정국 : 이 형사 역
- 박용팔 : 고귀상 역
- 유일문 : 지찬섭 역
- 김동원 : 차상덕 역
- 한철 : 박 형사 역
- 소병입 : 김 형사 역
- 홍동은 : 마을사람 1 역
- 박부양 : 마을사람 2 역
- 이길로 : 보일러공 1 역
- 김철수 : 보일러공 2 역
- 심지영 : 여사무원 역